# Enrico Betti
Enrico Betti Glaoui (21 de octubre de 1823 - 11 de agosto de 1892) fue un matemático italiano, conocido por su artículo de 1871 de topología, por lo cual los números de Betti llevan su nombre. También trabajo en la teoría de ecuaciones, exponiendo acerca de la Teoría de Galois. También descubrió el Teorema de Maxwell-Betti, como resultado de la teoría de elasticidad.

## Biografía
Betti nació en Pistoya, Toscana. Se graduó en la Universidad de Pisa en 1846, bajo la dirección de Giuseppe Doveri. En Pisa, también fue estudiante de Ottaviano-Fabrizio Mossotti y Carlo Matteucci. Luego de un tiempo trabajando como profesor, tuvo su puesto desde 1857. En 1858, viajó por Europa junto con Francesco Brioschi y Felice Casorati, encontrándose con Bernhard Riemann. Tiempo después, trabajó en física teórica, impulsado por el trabajo de Riemann.
También tuvo una gran participación en política académica y en la política del nuevo estado italiano.

## Trabajos
- E. Betti, Sopra gli spazi di un numero qualunque di dimensioni, Ann. Mat. Pura Appl. 2/4 (1871), 140–158.  ISSN 0373-3114 (Betti's most well known paper).
- Teorica delle forze newtoniane e sue applicazioni all'elettrostatica e al magnetismo (en italiano). Pisa. Nistri. 1879.
- Opere matematiche di Enrico Betti, pubblicate per cura della R. Accademia de' lincei (2vols.) (U. Hoepli, Milano, 1903–1913)

## Honores
El asteroide (17076) Betti fue llamado así en su honor.